# Opština Češinovo-Obleševo
Die Opština Češinovo-Obleševo (mazedonisch Општина Чешиново-Облешево; albanisch Komuna e Çeshinovës dhe Obleshevës) ist eine der 80 Opštini Nordmazedoniens. In der Opština leben rund 5470 Einwohner. Der Verwaltungssitz befindet sich im Ort Obleševo.

## Geographie
Die Opština grenzt im Süden an die Opština Karbinci, im Südosten an Zrnovci, im Nordosten an Kočani und im Nordwesten an Probištip. Der größte Teil der Opština befindet sich innerhalb des Bregalnica-Tals. Der andere Teil wird von der Gebirgsregion Osogowo geprägt, die sich bis nach Bulgarien erstreckt. In Češinovo-Obleševo herrscht Kontinentalklima.

## Gliederung
Die Opština umfasst 14 Ortschaften: Banja, Burilčevo, Češinovo, Čiflik, Kučičino, Lepopelci, Novo Selani, Obleševo, Sokolarc, Spančevo, Teranci, Ularci, Vrbica und Žigance.